# Opfenbach
Opfenbach er en kommune i Landkreis Lindau, i regierungsbezirk Schwaben, i den tyske delstat Bayern.

## Geografi
Opfenbach ligger i Region Allgäu, eller mere præcist Westallgäu ca. 15 km fra byen Lindau. I Opfenbach ligger landsbyerne Wigratzbad, Mellatz, Beuren, Heimen, Litzis, Göritz, Mywiler og Ruhlands.

## Historie
Opfenbach var en del af det østrigske herskab Bregenz-Hohenegg. Efter Freden i Pressburg (1805) blev kommunen en del af Bayern. Den nuværende kommune blev dannet i 1818.